# Jerrika Hinton
Jerrika Delayne Hinton (ur. 28 września 1981 w Dallas w Teksasie) – amerykańska aktorka filmowa i telewizyjna.

## Życie i kariera
Hinton urodziła się i dorastała w Dallas w Teksasie. Ukończyła studia na Uniwersytecie Southern Methodist Meadows School of the Arts w Dallas, gdzie studiowała teatrologię, reżyserię i dramatopisarstwo.
Hinton pierwszy raz pojawiła się na ekranie w 2006 roku w filmie pt. Rain. Dotychczas wystąpiła gościnnie w wielu serialach telewizyjnych tj. Kochane kłopoty, Wszyscy nienawidzą Chrisa, Zoey 101, Zaklinacz dusz, Plotkara, Magia kłamstwa, Kości, We dwoje raźniej czy Skandal. Hinton zagrała także w filmach Broken Angels, A Chrismas Kiss i Współlokatorka.
We wrześniu 2012 Hinton dostała rolę nowej stażystki Stephanie Edwards w serialu ABC Chirurdzy, a w styczniu 2013 dołączyła do głównej obsady serialu.

## Filmografia
- 2006: Rain jako Beni Arnold
- 2006: Kochane kłopoty jako Allison
- 2006: Wszyscy nienawidzą Chrisa: jako solenizantka
- 2007: Eight Days a Week jako Marjorie Walsh
- 2007: Zoey 101 jako Claire Jeffries
- 2008: Zaklinacz dusz jako urzędniczka
- 2009: Plotkara jako kelnerka
- 2010: Magia kłamstwa jako Robin
- 2010: We dwoje raźniej jako sprzedawczyni
- 2010: Terries jako Didi
- 2011: Współlokatorka jako Shiana
- 2011: Mad Love jako Eva
- 2011: Kości jako Nadine Tweed
- 2011: A Christmas Kiss jako Tressa
- 2012: Skandal jako Hannah
- 2012–2017: Grey’s Anatomy: Chirurdzy jako Stephanie Edwards
- 2016: Toast jako Page Sanders
- 2018: Tu i reraz jako Ashley Collins
- 2018: A Majestic Christmas jako Nell (film telewizyjny)
- 2019–2020: Servant jako Natalie Gorman
- od 2020: Hunters jako Millie Morris